# Bumisari (Cikidang)
Bumisari is een bestuurslaag in het regentschap Sukabumi van de provincie West-Java, Indonesië. Bumisari telt 3950 inwoners (volkstelling 2010).